# Lista över ord med kort e i standardsvenska och i folkmål
Lista över ord med kort e i standardsvenska är en lista över ord och böjningsformer av ord som i standardsvenska uttalas eller har uttalats med en kort allofon av fonemet /e/, varvid uttalet skiljer sig från den korta allofonen av fonemet /ɛ/ (ä‑ljudet). Viktiga folkmålsord beskrivs i en särskild lista. Listan gäller främst varieteter av standardsvenska vars talare har olika vokalljud i minimala ordpar som sett–sätt. Kort e är ett ovanligt ljud som minskar i det standardsvenska talspråket.   

## Språkhistorisk bakgrund
Efter att svenskans tionde vokal försvann ur alla lokala varieteter av rikssvenska hade det svenska standardspråket ett symmetriskt vokalsystem med nio vokaler, och en lång och en kort variant av varje vokal. I äldre analyser har vokalerna beskrivits som 18 vokalfonem, nio långa och nio korta, men nyare fonologiska analyser beskriver standardsvenskans vokaler som nio vokalfonem med en lång och en kort allofon av varje fonem.
Under 1900‑talet blev det märkbart att alltfler talare har ett sammanfall av kort /e/ och kort /ɛ/ (IPA‑symbolen ɛ står för ä‑ljud). Ljuden har inte mötts i mitten, utan kort /e/ har hos dessa talare försvunnit, och både sett och sätt uttalas som sätt. De flesta som talar standardsvenska idag (2021) kan alltså inte identifiera orden med gammalt kort /e/ genom att lyssna till sitt egen tal, utan är hänvisade till ordböcker och språkvetenskapliga böcker. Den informationen har sammanställts i listan nedan.
Stavningen av svenska ord med ⟨e⟩ eller ⟨ä⟩ ger ej säker vägledning till huruvida det ursprungliga uttalet var kort e‑ljud eller kort ä‑ljud. Många ord som stavas med ⟨e⟩ hade kort /ɛ/ (kort ä‑ljud) även i äldre standardsvenska, till exempel den, denna, fem, sekt.

## B
| Ord                          | Anmärkning                                        |
| ---------------------------- | ------------------------------------------------- |
| bedd                         | Av be(dja); sammansättningar som nödbedd, ombedd. |
| beck                         |                                                   |
| beredd                       | Se redd.                                          |
| beteckning                   | Se tecken.                                        |
| bredd (substantiv)           |                                                   |
| bredde, brett, bredd, bredda | Av verbet breda (bre).                            |

## E
| Ord  | Anmärkning |
| ---- | ---------- |
| eld  |            |
| Emma |            |

## H
| Ord         | Anmärkning                                                                   |
| ----------- | ---------------------------------------------------------------------------- |
| hem         |                                                                              |
| hemsk       |                                                                              |
| herde       | Stundom i regionalt riksspråk i sydligaste Sverige; vanligen med lång vokal. |
| hets, hetsa |                                                                              |
| hett        | Av het.                                                                      |
| hetta       |                                                                              |

## K
| Ord   | Anmärkning |
| ----- | ---------- |
| knekt |            |
| krets |            |

## L
| Ord   | Anmärkning         |
| ----- | ------------------ |
| lett  | Av adjektivet led. |
| lett  | Av verbet leda.    |
| lämna | Ofta ä‑ljud.       |

## O
| Ord    | Anmärkning |
| ------ | ---------- |
| ombedd | Se be.     |

## P
| Ord    | Anmärkning |
| ------ | ---------- |
| Petter |            |

## R
| Ord   | Anmärkning      |
| ----- | --------------- |
| redd  | Av verbet reda. |
| redd  | Ankringsplats   |
| rem   | Även ä‑ljud.    |
| remsa | Även ä‑ljud.    |

## S
| Ord                | Anmärkning                                |
| ------------------ | ----------------------------------------- |
| sedd               | Av se; även sammansättningar som försedd. |
| sett               | Av se                                     |
| snedd (på snedden) |                                           |
| snedda             |                                           |
| spett              |                                           |
| streck             | Även ä‑ljud.                              |

## T
| Ord            | Anmärkning                       |
| -------------- | -------------------------------- |
| tecken, teckna | Även avledningar som beteckning. |
| tenn           | Ofta ä‑ljud.                     |

## U
| Ord                    | Anmärkning |
| ---------------------- | ---------- |
| upphetsad, upphetsning | Se hets.   |

## V
| Ord   | Anmärkning |
| ----- | ---------- |
| vecka |            |
| vett  |            |

## Folkmålsord
| Ord                       | Anmärkning |
| ------------------------- | ---------- |
| berke (björke, björkskog) |            |